# .np
.np為尼泊爾國家及地區頂級域（ccTLD）的域名。該域名於1995年1月25日啟用。必須是尼泊爾或在尼泊爾有辦事機構的實體、組織和公司才能申請註冊域名。

## 外部連結
- IANA .np whois information（页面存档备份，存于）
- .np domain registration website